# Santuario di Ikuta

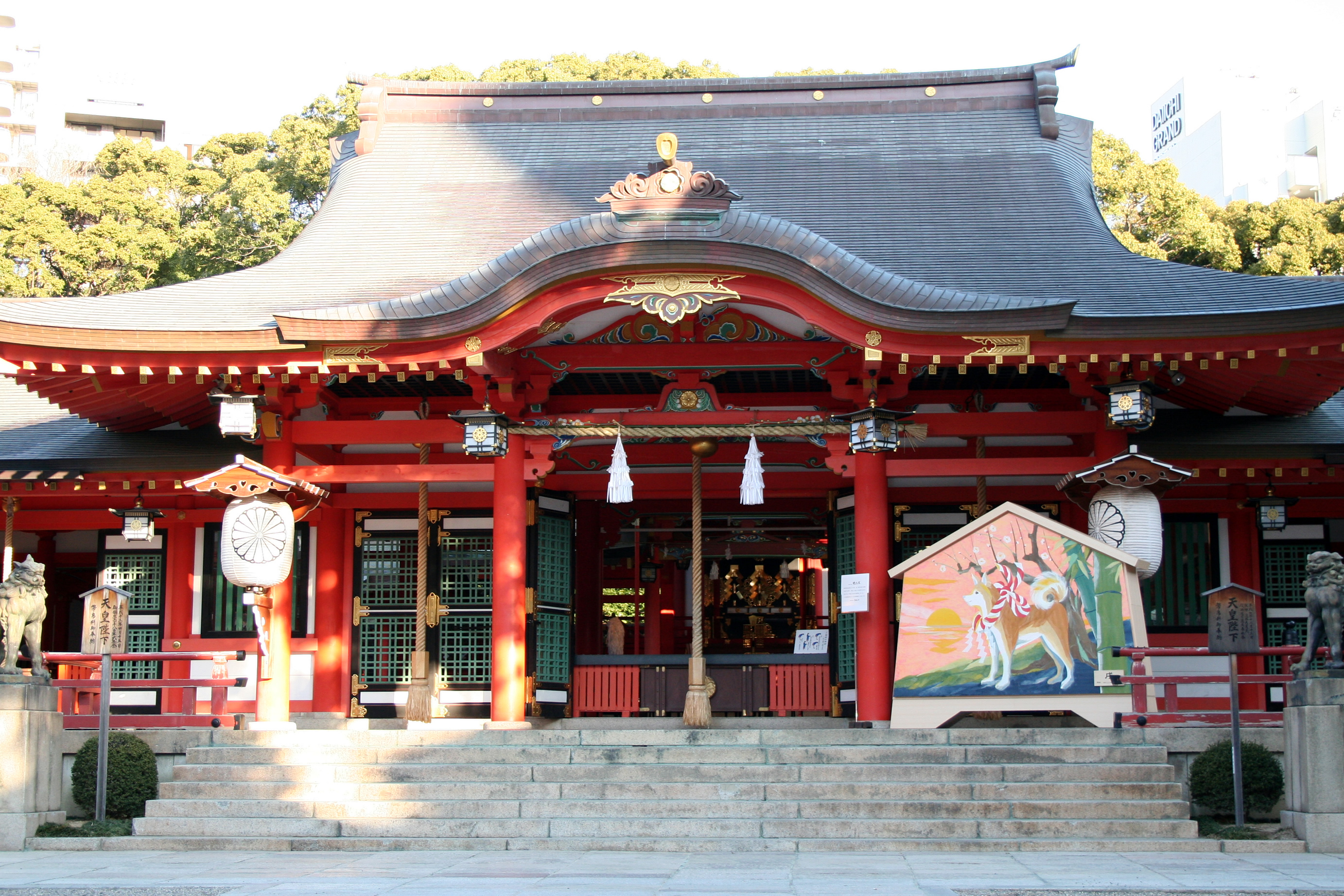
Honden del santuario

Il santuario di Ikuta (生田神社,?, Ikuta-jinja) è un santuario shintoista a Kōbe, Giappone, e probabilmente uno dei più antichi del Paese.
Secondo la leggenda tramandata dagli antichi annali del Nihongi, il santuario fu fondato dall'imperatrice consorte e reggente Jingū nel 201 d.C.. Fu consacrato alla dea (kami) Wakahirume, considerata lo spirito pacifico o la sorella della dea del sole Amaterasu (天照大御神?, Amaterasu-ō-mi-kami, letteralmente "Grande dea che splende nei cieli"), la più importante delle divinità shinto. Secondo la tradizione, Wakahirume è la dea che fa nascere tutto ciò che è giovane e vitale. Fu costruito per celebrare un matsuri in onore dei guerrieri di ritorno da una campagna di invasione in Corea.
Nell'806, alcuni maestri cerimonieri shinto della corte imperiale, chiamati kambe (神戸) furono inviati a svolgere servizio presso il santuario. Fu dal loro appellativo che prese il nome Kobe (神戸), i cui ideogrammi sono gli stessi del termine kambe.
Fu uno dei quattro santuari fatti erigere nello stesso periodo da Jingu. Altri due furono costruiti nella zona di Kobe: il santuario di Hirota, dedicato ad Amaterasu ed il santuario di Nagata, dedicato a Kotoshiro-nushi (conosciuto anche con il nome di Ebisu). Nell'odierna Osaka fu costruito il grande santuario di Sumiyoshi dove, oltre ad essere celebrati i tre kami del mare Sumiyoshi Sanjin, sono celebrati la stessa Jingu ed il figlio, l'imperatore Ōjin.
La grande battaglia di Ichi-no-Tani che ebbe luogo nei pressi del santuario, combattuta durante la guerra Genpei, è commemorata nella foresta di Ikuta dietro allo stesso santuario.
Il terreno di competenza dell'Ikuta-jinja era una volta più ampio, prima che vi venisse costruita attorno la città di Kōbe.

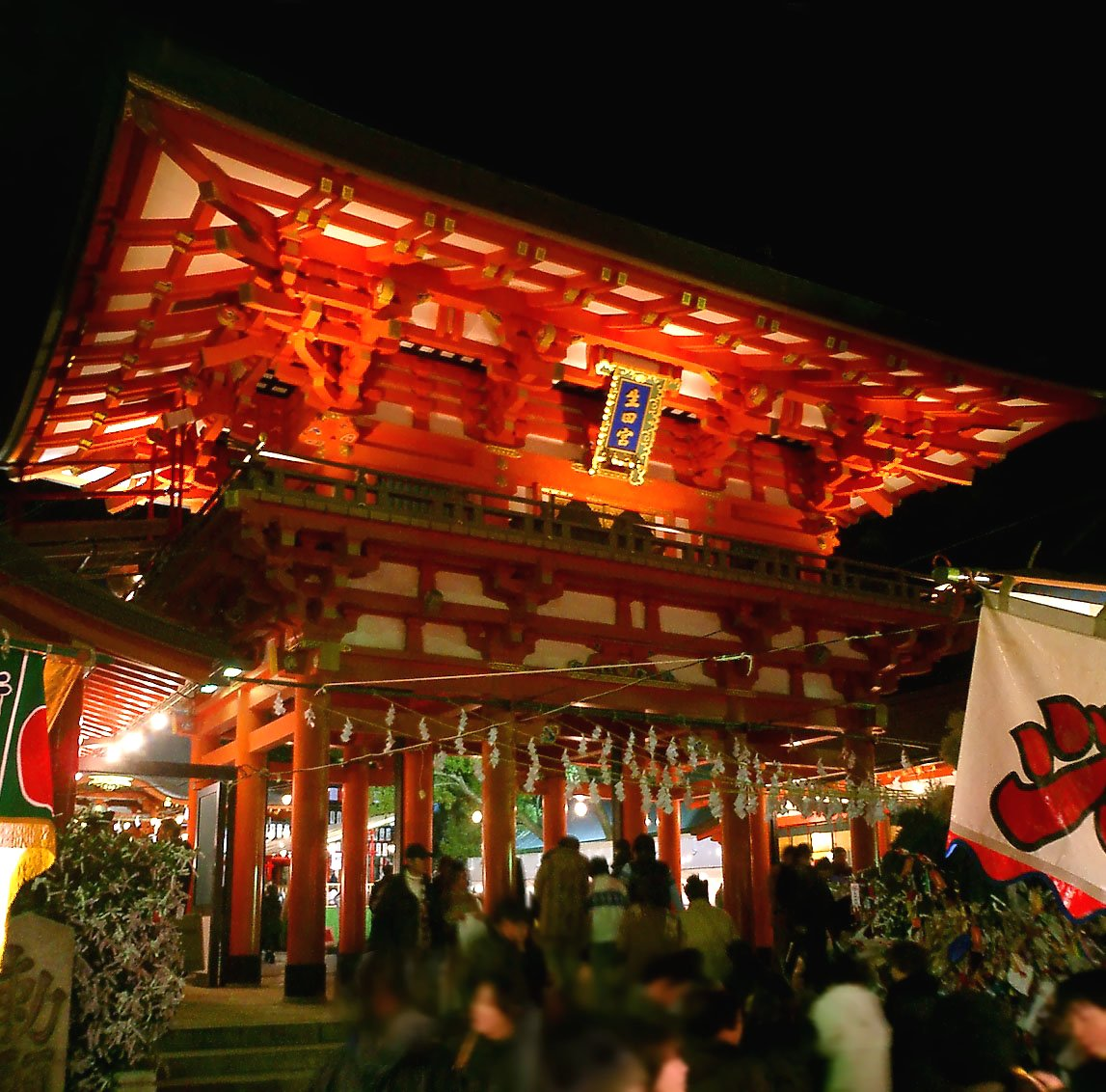
Romon del santuario

Le due opere dell'antico teatro Nō, Ebira e Ikuta Atsumori, che riprendono aspetti della guerra Genpei, vengono recitate ogni anno nei pressi del santuario al festival autunnale organizzato dall'Ikuta Jinja (akimatsuri).